# Naxxar
Naxxar
 (forma estesa in maltese In-Naxxar; in italiano storico Nasciaro, Naxaro o Casal Naxaro; pronuncia Nàsciar) è un comune di Malta situato al centro-nord dell'isola, con una popolazione di 13 443 abitanti al 2014.
La Chiesa parrocchiale di Naxxar è dedicata a Nostra Signora delle Vittorie e la festa del villaggio si celebra l'8 settembre.
A Naxxar si trovava il sito della Fiera Internazionale Maltese (The Trade Fair Grounds o Trade Fairs and Exhibition Centre), ricavato nei giardini di Palazzo Parisio, dove si tiene lo spoglio centralizzato delle schede elettorali dopo ogni elezione a Malta.
La località di Naxxar si estende su una superficie di 11 chilometri quadrati e comprende il centro di Naxxar, la zona di Sgħajar, Santa Maria tax-Xagħra, San Pawl tat-Tarġa, Birguma, Magħtab, Salina, Baħar iċ-Ċagħaq e parte di Madliena.
Naxxar è famosa per le sue carrovie ("cart ruts") intagliate nella pietra, che arrivano fino alla Grande Faglia.
Naxxar è gemellata con Mornago, un paesino nella provincia di Varese.

## Storia
Non è chiaro quando Naxxar abbia iniziato a diventare un villaggio, ma l'abitazione umana nella zona risale all'era preistorica. Ciò è testimoniato da resti megalitici a Tal-Qadi e a Qaliet Marku. Le carrovie  che iniziano a Salina fino a Targa e vicino a Ghadira tal-Wej sono state probabilmente intagliate per la prima volta nello stesso periodo.
Secondo la leggenda, il popolo di Naxxar fu tra i primi ad aiutare San Paolo durante il suo naufragio a Malta. Per questo motivo molti connettono il nome Naxxar con Nassar (Nasra) che significa "conversione". 
Secondo altri la parola Naxxar significa "colui che sega, separa o taglia " in quanto Naxxar era sede tradizionale delle industrie degli scalpellini.
La parrocchia di Naxxar fu in ogni caso la prima dopo la cattedrale di Mdina e quella di Victoria. Il motto del villaggio è  Prior Credidi , il primo a credere.

## La chiesa parrocchiale
La chiesa parrocchiale di Naxxar è stata una delle dieci parrocchie trovate esistenti dal vescovo De Mello nel 1436 e i villaggi di Mosta e Għargħur erano soggetti ad essa. De Mello l'ha elencata come una delle dieci parrocchie di Malta ed è stata la prima parrocchia dedicata a Nostra Signora dopo quella della vecchia cattedrale di Mdina. Nel 1575 la parrocchia di Naxxar aveva sotto controllo un totale di 36 chiese - 14 a Naxxar, 5 a Għargħur, 12 a Mosta e 5 nei dintorni di questi villaggi. La chiesa attuale fu costruita tra il 1616 e il 1630, quando a Naxxar c'erano 1 200 abitanti e si sentiva che fosse necessaria una chiesa più grande. Il disegno è stato realizzato da Tumas Dingli, uno dei migliori architetti del tempo. Il parroco era Padre Gakbu Pace. Il coro e la zona intorno a esso sono stati ridisegnati nel 1691 dietro progetto di Lorenzo Gafà, lo stesso architetto che aveva progettato la cattedrale di Mdina. La chiesa parrocchiale fu consacrata dal vescovo Alpheran de Bussan solo l'11 dicembre 1732.
La chiesa ha due transetti e una navata ed è lunga 130 piedi (40 m). La larghezza del transetto è di 94 piedi (29 m) e la navata di 30 piedi (9.1 m). La grande campana è stata fusa da Toni Tanti nel 1840 ed è costata 225 sterline. La facciata della chiesa ha due orologi, uno che mostra l'ora esatta effettivo mentre l'altro è solo dipinto e fisso alle 11:45.
Il dipinto principale raffigurante la Nascita di Nostra Signora, è opera attribuita alla scuola di Mattia Preti (1613-1699), mentre sul lato vi sono due dipinti di Stefano Erardi (1630-1716) raffiguranti rispettivamente la Fuga in Egitto e l'Adorazione del Magi. Altri dipinti raffigurano la Madonna e il Bambino, San Gaetano, San Luigi Gonzaga, il Salvatore e la Madonna Addolorata, sono opera del pittore maltese Frangisku Zahra (1680-1765). Nella sagrestia è custodito l'antico quadro della Madonna del Rosario, dipinta su legno da Gio Maria Abela nel 1595.
La porta principale, in bronzo, è datata 1913 ed è opera di Pio Cellini. La porta è composta da quattro pannelli principali che raffigurano lo stemma di Nostra Signora, patrona di Naxxar; lo stemma del villaggio; lo stemma di Papa San Pio X e lo stemma della famiglia Zammit, benefattori di questa porta. Nel 1952 la porta fu smantellata e rinnovata e pulita dal fabbro Mastru Lucens Agius. Le spese coinvolte sono state pagate dalla stessa famiglia Zammit.
La statua della Vitorja, che si festeggia l'8 settembre, è stata importata da Roma mentre le statue della Processione del Venerdì Santo sono opera di un artigiano maltese. Naxxar è stato uno dei primi villaggi che avevano le statue della Passione di Nostro Signore e infatti si crede che la processione iniziava a essere tenuta proprio dopo il 1750. Il 9 novembre 1787, il corpo del martire San Vittorio fu portato dal cimitero di San Calepodio di Roma e si trova nell'altare del coro. Alcune delle sculture e delle facciate sono state realizzate da Angelo Quatromanni.
La chiesa ha due cori, il famoso coro Jubilate Deo e il coro gemello dei bambini Pueri Cantores Jubilate Deo.

## Zone di Nasciaro
- Baħar iċ-Ċagħaq
- Magħtab
- Qalet Marku
- Qrejten
- Salina
- Xwiegħi

### Sport
La città ha una squadra calcistica il Naxxar Lions Football Club, che milita attualmente nella First Division (Malta), la seconda serie del campionato maltese di calcio.